# Suger Lor
Suger Lor is een bestuurslaag in het regentschap Bondowoso van de provincie Oost-Java, Indonesië. Suger Lor telt 3354 inwoners (volkstelling 2010).